# 澤列涅 (薩赫諾夫希納區)
49°3′10″N 35°45′23″E / 49.05278°N 35.75639°E
澤列涅（烏克蘭語：Зелене），是烏克蘭東部的村莊，隸屬哈爾科夫州的別列斯京區。該村始建於1929年，面積0.33平方公里，海拔高度132米，2001年人口92，人口密度每平方公里278.8人。